# 1 Brygada Strzelców Karpackich
1 Brygada Strzelców Karpackich (1 BSK) – brygada piechoty Polskich Sił Zbrojnych.

## Historia brygady
1 BSK sformowana została w dniu 4 maja 1942 roku, na podstawie rozkazu L.dz.2130/I/tjn./42 dowódcy Wojska Polskiego na Środkowym Wschodzie, rozkazem dowódcy dywizji Ldz. 4/IOg. Org/tjn./42, w składzie Dywizji Strzelców Karpackich. W skład brygady weszli głównie żołnierze trzech batalionów strzeleckich SBSK. W latach 1944–1945 walczyła w kampanii włoskiej, między innymi w bitwie o Monte Cassino, Ankonę i Bolonię. Na przełomie lipca i sierpnia 1945 wyznaczona została do pełnienia służby wartowniczej. Weszła w skład Zgrupowania Brygadowego „Tobruk” Grupy „Straż” (Polish Guarg Group). W 1946 przetransportowana została do Wielkiej Brytanii i tam w następnym roku rozformowana.

## Skład organizacyjny
- Kwatera Główna 1 Brygady Strzelców Karpackich
- 1 batalion Strzelców Karpackich
- 2 batalion Strzelców Karpackich
- 3 batalion Strzelców Karpackich

## Obsada personalna dowództwa 1 BSK
Dowódcy brygady
- płk piech. Walenty Peszek (3 V 1942 - 8 VI 1944)[3]
- ppłk/płk dypl. Józef Matecki (8 VI - 14 VIII 1944)
- płk dypl. piech. dr Stanisław Józef Biegański (15 VIII - 21 X 1944)[4]
- płk dypl. piech. Kazimierz Wiśniowski (21 X 1944 - 10 I 1945[5])[4][a][7][b][c][d][e]
- płk dypl. piech. Bronisław Chruściel (10 I - 13 XI 1945)[4][f]
- ppłk piech. Bolesław Raczkowski (14 XI 1945 - 1947)[9]

Zastępcy dowódcy brygady
- ppłk dypl. piech. Józef Matecki (1 II 1944 - 8 VI 1944 → dowódca 1 BSK)
- ppłk Bronisław Raczkowski (9 VI 1944 - 14 XI 1945)[10]

Szefowie sztabu
- mjr dypl. Kazimierz Różycki (do VII 1943 → dowódca 6 bsk)
- kpt. dypl. Jan Bielecki (od 26 VII 1943 - 8 VI 1944)
- kpt./mjr dypl. Adam Chrapkiewicz (VI 1944 - V 1945)[11]
- mjr dypl. Franciszek Kaczmarczyk (od VI 1945)

Kwatermistrz
- mjr Stanisław Sukiennik

## Odznaka brygady
Odznaka specjalna: wykonana z białego metalu, oksydowana. Posiada formę szarotki, a nakładana była na granatowe patki z żółtą wypustką.
Odznakę noszono na kołnierzach i na beretach, w odległości 5 cm po lewej stronie, ukośnie łodygą w stronę orzełka. Wykonywała ją firma: F. M. Lorioli, Milano - Roma.